# Stephen Boonlert Phromsena
Stephen Boonlert Phromsena (ur. 24 lutego 1960 w Ban Sithan) – tajski duchowny rzymskokatolicki, biskup Ubon Ratchathani od 2024.  

## Życiorys
Święcenia kapłańskie przyjął 8 maja 1987, i został inkardynowany do diecezji Ubon Ratchathani. Poza tytułem magistra nauk teologicznych, posiada także magisterium z zakresu historii Tajlandii (Uniwersytet Mahasarakham) oraz edukacji (Uniwersytet Ramkhamhaeng w Bangkoku). 
Po święceniach kapłańskich pracował głównie w parafiach diecezjalnych. W latach 2004–2013 oraz 2013-2018 pełnił funkcję dyrektora szkół Sonyae Thippaya oraz Szkoły Dzieciątka Jezus w Payakpaphumpisai. Od 2018 r. pozostawał dyrektorem szkoły Thepphithak Phithaya i Szkoły Najświętszego Dzieciątka Jezus w Ubon. Od 2023 do chwili nominacji pełnił funkcję proboszcza parafii św. Archanioła Rafała. 
2 grudnia 2023 papież Franciszek prekonizował go biskupem diecezjalnym Ubon Ratchathani. 
24 lutego otrzymał święcenia biskupie w Katedrze Niepokalanego Poczęcia Najwiętszej Maryi Panny w Ubon Ratchathani. Udzielł mu ich  Philip Banchong Chaiyara, emerytowany biskup Ubon Ratchathani.  